# 高橋憲一 (科学史家)
高橋憲一（たかはし けんいち、1946年- ）は、日本の科学史家、九州大学名誉教授。

## 人物・来歴
茨城県日立市生まれ。1970年早稲田大学理工学部電気工学科卒業。1979年東京大学大学院理学研究科退学（科学史・科学基礎論専攻）。1990年「中世西欧世界におけるユークリッド『反射光学』の諸伝承」で理学博士（東京大学）。九州大学教養部助教授をへて、同比較社会文化研究院教授を務め、2010年定年退任、名誉教授となる。2006年『ガリレオの迷宮』で毎日出版文化賞受賞。
イムレ・ラカトシュの論を批判した。

## 著書
- The medieval Latin traditions of Euclid’s Catoptrica : a critical edition of De speculis with an introduction, English translation and commentary、九州大学出版会, 1992
- 『ガリレオの迷宮 自然は数学の言語で書かれているか?』共立出版, 2006.5
- 『コペルニクス よみがえる天才5』ちくまプリマー新書, 2020.12

### 翻訳
- コペルニクス『天球回転論』みすず書房, 1993.12
  - 改訂『完訳 天球回転論 コペルニクス天文学集成』みすず書房, 2017.10
  - 新訂『天球回転論　付レティクス『第一解説』』講談社学術文庫, 2023.7
- R.ホーイカース『最初のコペルニクス体系擁護論』すぐ書房, 1995.1
- 『エウクレイデス全集 第4巻 デドメナ/オプティカ/カトプトリカ』斎藤憲共訳、東京大学出版会, 2010.5
- DAVID・C.LINDBERG『近代科学の源をたどる 先史時代から中世まで』朝倉書店・科学史ライブラリー, 2011
- ピーター・ディア『知識と経験の革命 科学革命の現場で何が起こったか』みすず書房, 2012.3